# Entomoderus geticus
Entomoderus geticus é uma espécie de insetos coleópteros polífagos pertencente à família Curculionidae.
A autoridade científica da espécie é Osella, tendo sido descrita no ano de 1973.
Trata-se de uma espécie presente no território português.